# الثروة غير المبررة لعائلة ماركوس

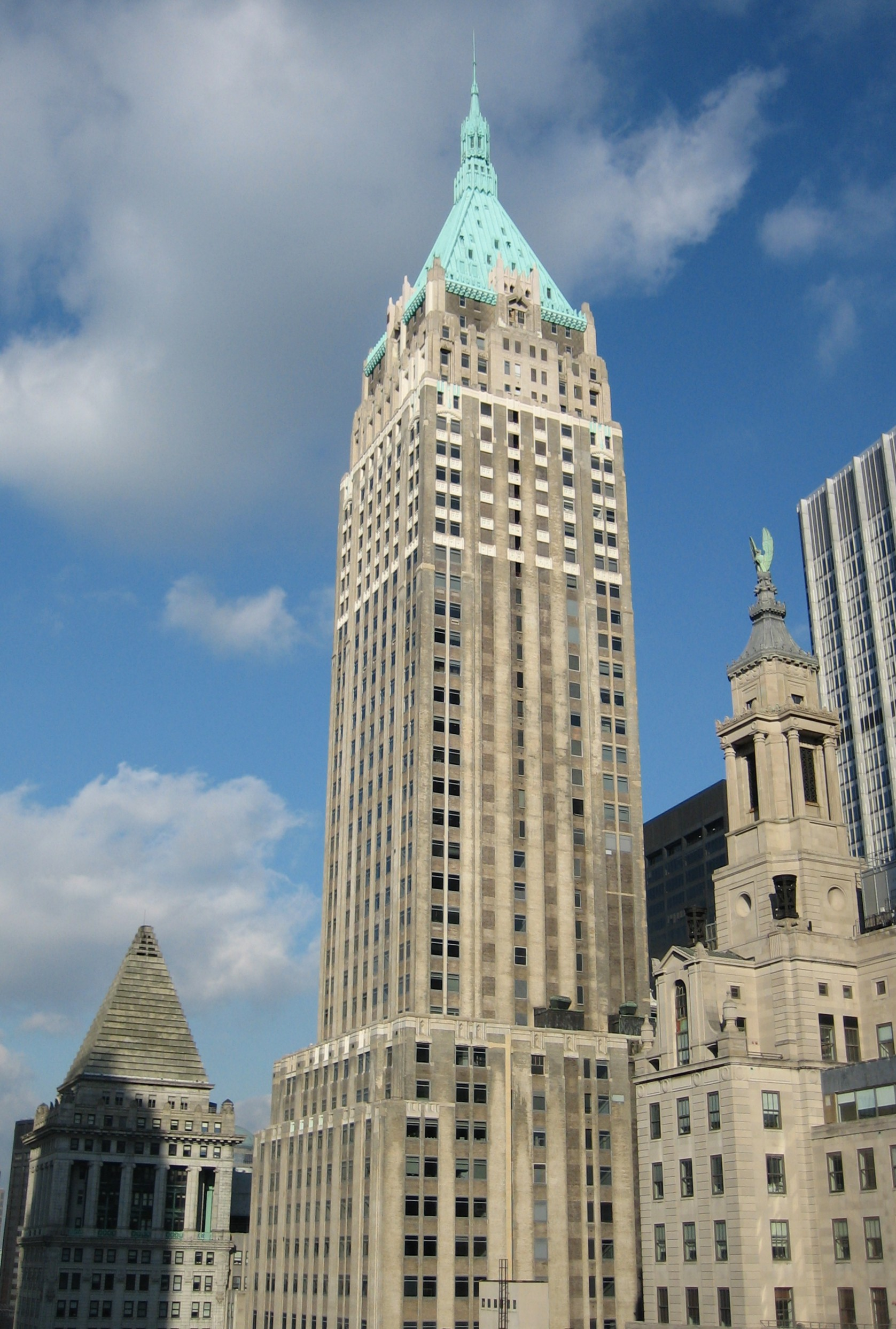
صورة عام 2005 لـ 40 وول ستريت أحد المباني الأربعة في مانهاتن التي اشتراها ماركوس في أوائل الثمانينيات.

الثروة غير المبررة لعائلة ماركوس تمتلك عائلة ماركوس وهي عائلة سياسية في الفلبين أصولًا مختلفة قررت المحاكم الفلبينية أن الحصول عليها كانت بوسائل غير مشروعة أثناء رئاسة فرديناند ماركوس من 1965 إلى 1986. يشار إلى هذه الأصول باستخدام عدة مصطلحات، بما في ذلك «الثروة غير المشروعة» و«الثروة غير المبررة»، بينما يشير إليها بعض المؤلفين مثل السناتور الفلبيني جوفيتو سالونجا وبيليندا أكينو بصراحة باسم «نهب ماركوس».
من الناحية القانونية تُعرِّف المحكمة العليا الفلبينية هذه بـ «الثروة غير المشروعة» على أنها الأصول التي حصل عليها ماركوسس بما يتجاوز المبلغ المعلن قانونًا من قبل فرديناند وإيميلدا ماركوس في بيانات الرئيس للأصول والخصوم، فقط حوالي 13500.00 دولارًا أمريكيًا من راتبه كرئيس. كما اعتبرت المحكمة أن هذه الثروة قد تمت مصادرتها لصالح الحكومة أو ضحايا حقوق الإنسان لنظام ماركوس الاستبدادي. تتراوح تقديرات المبلغ الذي ورد أن ماركوس حصل عليه في السنوات القليلة الماضية من إدارة ماركوس من 5 مليارات دولار إلى 13 مليار دولار. لا يمكن تحديد أرقام دقيقة للمبلغ المكتسب من خلال 21 سنة كاملة من نظام ماركوس. لكن الاقتصادي البارز في حقبة ماركوس جيسوس إستانيسلاو اقترح أن المبلغ قد يصل إلى 30 مليار دولار أمريكي.
يُزعم أن من بين مصادر ثروة ماركوس ما يلي: المساعدات الاقتصادية الأجنبية المحولة، والمساعدات العسكرية للحكومة الأمريكية (بما في ذلك الأموال التقديرية الضخمة تحت تصرف ماركوس باعتبارها «مكافأة» لإرسال بعض القوات الفلبينية إلى فيتنام)، ورشاوى من عقود الأشغال العامة على حكم دام عقدين.
تشمل هذه الثروة: الأصول العقارية داخل الفلبين وفي العديد من البلدان الأخرى ولا سيما الولايات المتحدة، ومجموعات من المجوهرات والأعمال الفنية، والأسهم والأدوات المالية الأخرى، والحسابات المصرفية في كل من الفلبين وخارجها ولا سيما سويسرا والولايات المتحدة وسنغافورة وجزر فيرجن البريطانية، وفي بعض الحالات الأصول النقدية الفعلية.
تم استرداد بعض هذه الثروة نتيجة لقضايا قضائية مختلفة، إما كأموال أو ممتلكات أعيدت إلى الحكومة الفلبينية أو من خلال منحها كتعويضات لضحايا انتهاكات حقوق الإنسان في ظل رئاسة ماركوس. كما استعادت الحكومة الفلبينية بعضًا منها من خلال التسويات والصفقات التوفيقية، إما مع عائلة ماركوس أنفسهم أو مع المقربين الذين قالوا إن بعض الممتلكات قد عهدت إليهم من قبل عائلة ماركوس. وقد رفضت المحاكم بعض قضايا الاسترداد لأسباب منها إجراءات رفع الدعوى غير السليمة والمسائل الفنية المتعلقة بالأدلة المستندية. مبلغ غير معروف غير قابل للاسترداد لأن المدى الكامل لثروة ماركوس غير معروف.

## وسائل الاستحواذ
من بين مصادر ثروة ماركوس، يُزعم أنه تم تحويل المساعدات الاقتصادية الخارجية والمساعدات العسكرية للحكومة الأمريكية (بما في ذلك الأموال التقديرية الضخمة تحت تصرف ماركوس باعتبارها «مكافأة» لإرسال بعض القوات الفلبينية إلى فيتنام) ورشاوى من عقود الأشغال العامة على مدى حكم عقود طويلة.
وفقًا لجوفيتو سالونجا في كتابه «النهب الرئاسي» الذي يشرح بالتفصيل وقت سالونجا كرئيس للجنة الرئاسية للحكم الصالح، ساعد هؤلاء المقربون آل ماركوس في جمع ثروته من خلال مساعدته في واحد أو أكثر مما أسماه سالونجا «تقنيات ماركوس للحكم الصالح».
هذه التقنيات كما يقول سالونجا، كانت:
- خلق الاحتكارات ووضعها تحت سيطرة المقربين.
- منح قروض أوامر لأصدقائهم من البنوك أو المؤسسات المالية الحكومية.
- عمليات الاستحواذ الإجبارية على العديد من المؤسسات العامة أو الخاصة بدفع مبلغ رمزي.
- اقتحام مباشر للخزينة العامة ومؤسسات التمويل الحكومية.
- إصدار المراسيم أو الأوامر الرئاسية لتمكين المقربين من جمع الثروة.
- الرشاوي والعمولات من الشركات التي تمارس الأعمال التجارية في الفلبين.
- استخدام الشركات الوهمية والشركات الوهمية لغسيل الأموال في الخارج.
- التهرب من المساعدات الخارجية وغيرها من أشكال المساعدة الدولية.
- إخفاء الثروة في حسابات مصرفية في الخارج باستخدام أسماء مستعارة أو أسماء رمزية.